# Sonnenwölfe
Die Sonnenwölfe (Xerolycosa) bilden eine sehr kleine Gattung innerhalb der Familie der Wolfspinnen (Lycosidae), die wiederum zur Ordnung der Webspinnen zählt. Die insgesamt vier Arten der Gattung sind in der Alten Welt verbreitet.

## Merkmale

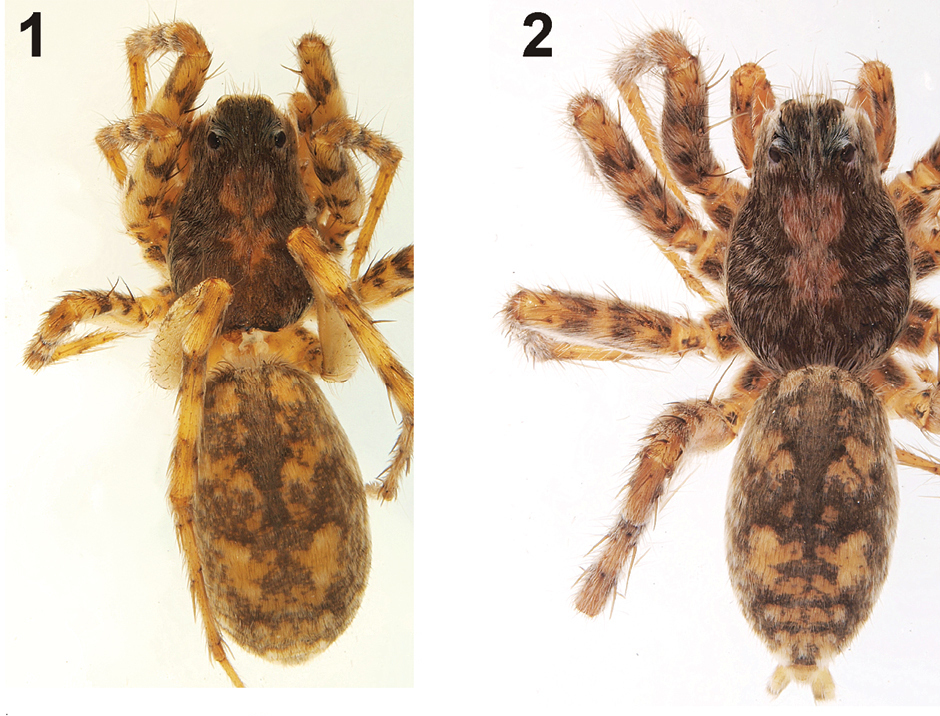
Weibchen (links) und Männchen von Xerolycosa mongolica im Vergleich

Die Sonnenwölfe sind kleine bis mittelgroße Wolfspinnen mit vergleichsweise schlankem Körperbau. Die Arten besitzen eine dunkle Grundfärbung. Die Männchen der Gattung sind zumeist blasser gefärbt und ihre Zeichenelemente sind stärker ausgeprägt, als es bei den Weibchen der Fall ist.
Das Prosoma (Vorderkörper) der Sonnenwölfe ist mit klaren Härchen bedeckt. Der Carapax (Rückenschild des Prosomas) verfügt über ein breites und hell gefärbtes Medianband, das stark im Kontrast zur Grundfärbung der Spinnen steht. Dieses Band besteht mitunter aus weißen, hellen Härchen. Hinter den hinteren Seitenaugen befinden sich zwei dunkle und gebogene Längsstriche. Der Carapax weist überdies am Rand der hinteren Hälfte zwei schmale Bänder auf. Diese Bänder sind teilweise mit weißen Härchen versehen.
Die vordere Augenreihe ist bei den Sonnenwölfen leicht gebogen, die hinteren Mittelaugen hingegen nicht. Der Clypeus (Abschnitt zwischen dem vorderen Augenpaar und dem Rand des Carapax) ist ungefähr 1,5-mal so breit wie der Durchmesser eines vorderen Mittelauges und 1,5- bis zweimal breiter als der Durchmesser eines vorderen Seitenauges. Die inneren Reihen der Cheliceren verfügen über je zwei Zähne.
Die Beine der Sonnenwölfe sind verglichen mit denen anderer Wolfspinnen schlank und schmal gebaut. Die Tarsen (Fußglieder) aller Beinpaare weisen bei den Arten der Gattung je vier Trichobothria (Tasthaare) auf. Davon sind jeweils zwei lang und zwei kurz. Die Ausrichtung dieser Trichobothria wird als mögliche Eigenart der Gattung in Betracht gezogen.

### Gattungen mit ähnlichen Arten

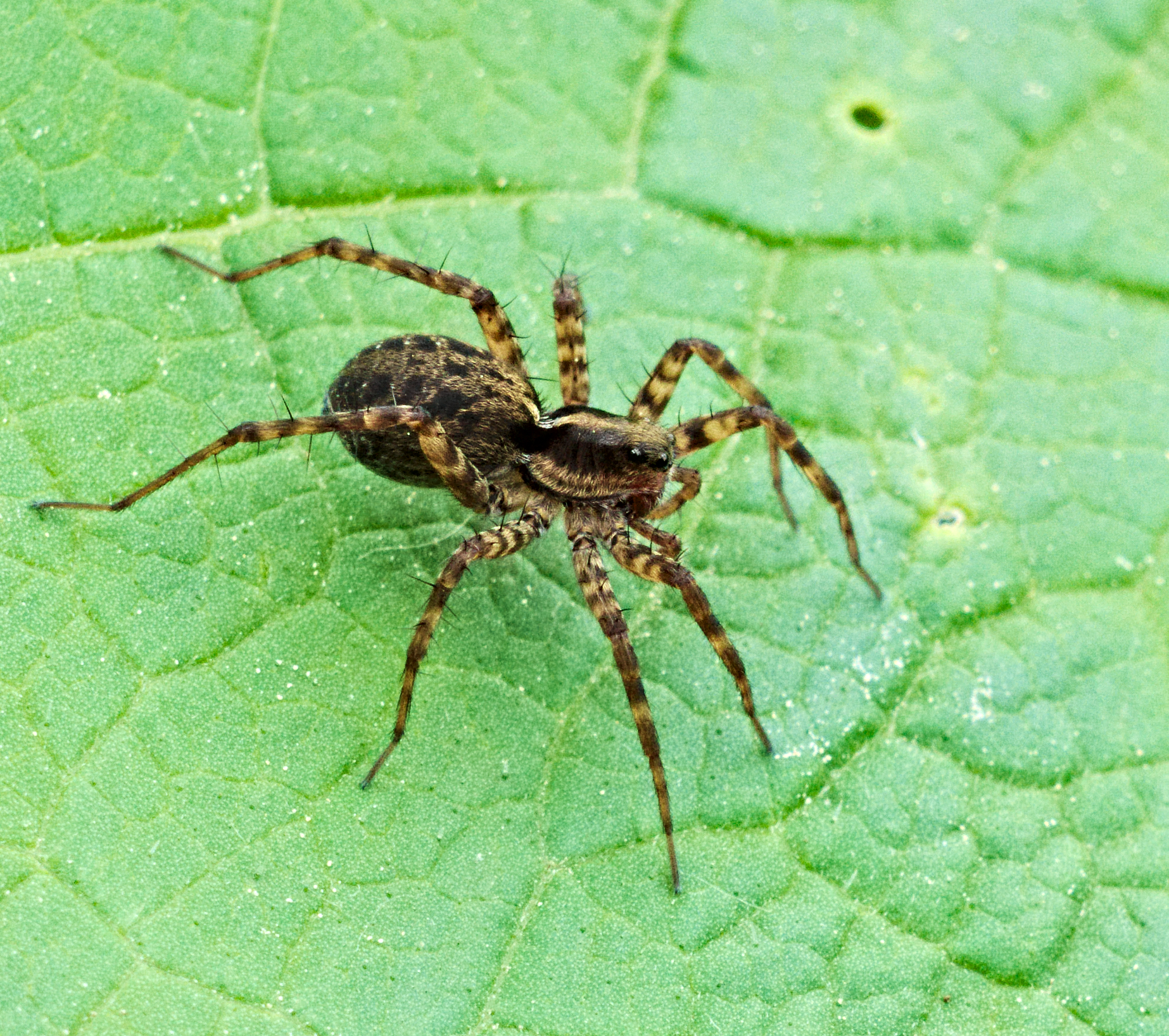
Weibchen der Trauerwolfspinne (Pardosa lugubris)

Die Sonnenwölfe weisen viele Ähnlichkeiten mit den Laufwölfen (Pardosa) auf, die zur gleichen Familie zählen. Allerdings ist bei ihnen der Carapax nicht erhöht oder geradflankig. Außerdem sind bei den Sonnenwölfen die Seitenbänder lediglich an den Flanken der hinteren Hälfte des Carapaxes ausgebildet. Durch dieses Merkmal und die gebogenen Längsstriche im Medianband des Carapaxes lassen sich die Sonnenwölfe gut von den Laufwölfen und auch von jüngeren Individuen der ebenfalls zu den Wolfspinnen zählenden Gattung der Scheintaranteln (Alopecosa) abgrenzen. Von den ohnehin für gewöhnlich größeren Scheintaranteln unterscheiden sich die Sonnenwölfe außerdem durch die längeren und schmaleren Beine.

### Aufbau der Geschlechtsorgane
Die Epigyne (weibliches Geschlechtsorgan) ist bei den Sonnenwölfen vergleichsweise groß und U-förmig Eine gleiche Form weisen auch die in der Vulva befindliche Spermatheca sowie der Kopulationskanal auf.
Die Bulbi (männliche Geschlechtsorgane) weisen je eine median angelegte Apophyse (chitinisierter Fortsatz) auf, deren Basis so lang wie breit ist.

## Vorkommen

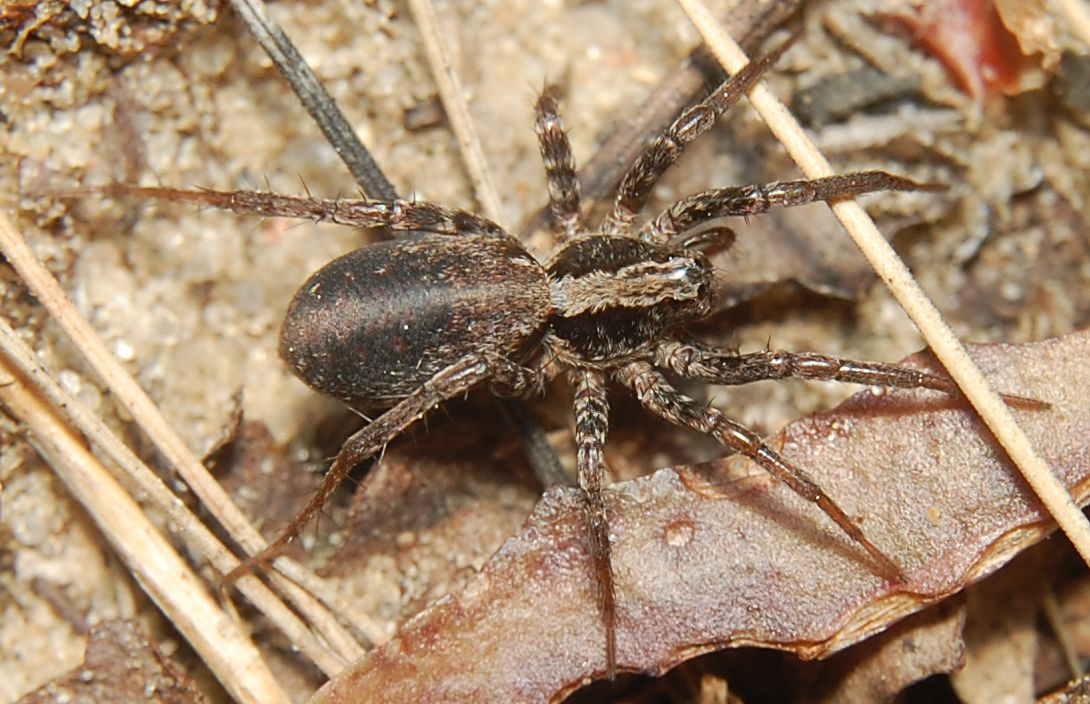
Weibchen des Kleinen Sonnenwolfs (X. miniata), gefunden in der Jungfernheide in Berlin-Spandau

Der Verbreitungsschwerpunkt der Gattung der Sonnenwölfe liegt in Asien, so ist Xerolycosa mongolica ausschließlich in Südsibirien und in China verbreitet. Der Kleine (X. miniata) und der Große Sonnenwolf (X. nemoralis) sind überdies paläarktisch vertreten und bewohnen auch Europa, wobei der Große Sonnenwolf ein weitreichenderes Verbreitungsgebiet hat und auch in Korea und Japan vorhanden ist, während das Vorkommen des Kleinen Sonnenwolfs östlich nicht weiter als nach China reicht.
Xerolycosa sansibarina bewohnt als einzige Art den afrikanischen Kontinent und ist dort entsprechend ihrem Artennamen auf der zu Tansania zählenden Inselgruppe Sansibar endemisch.

### Lebensräume

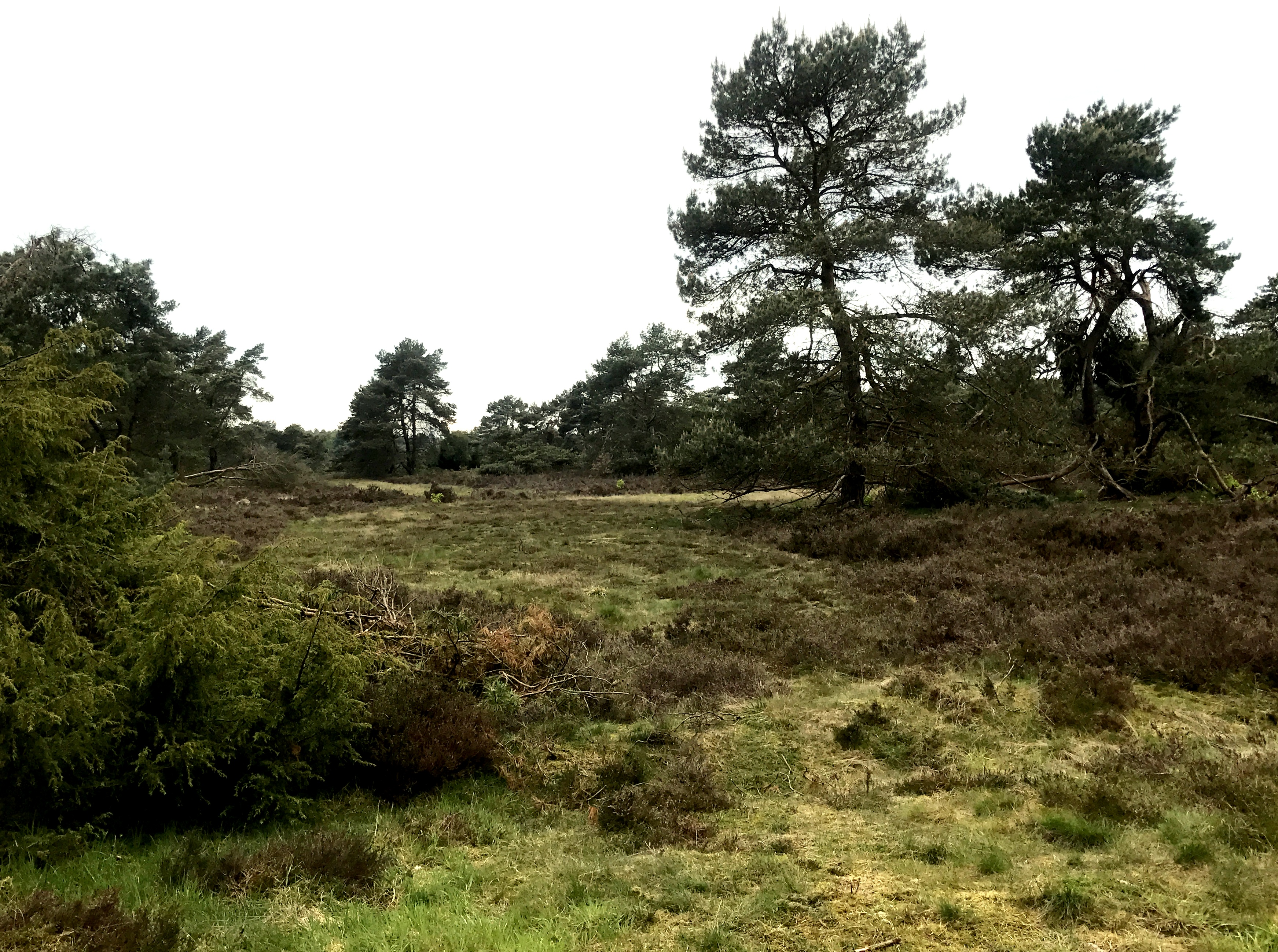
Trockene, offene und besonnte Gebiete wie die Itterbecker Heide werden von den Arten der Sonnenwölfe als Habitate angenommen

Alle Sonnenwölfe bewohnen entsprechend ihrem Trivialnamen trockene und sonnige Habitate, allerdings können die bevorzugten Lebensräume je nach Art variieren. So bewohnt der Kleine Sonnenwolf (X. miniata) offene und kurzrasige Flächen, zumeist solche mit sandigem Bodengrund. Hingegen kommt der Große Sonnenwolf (X. nemoralis) bevorzugt an Rändern und offenen Bereichen von Kiefernwäldern vor.

### Bedrohung und Schutz
Über die Gefährdungsgrade der Sonnenwölfe liegen keine genauen Analysen vor, da die Gattung nicht von der IUCN erfasst wird. In Europa gelten der dort vorkommende Kleine (X. miniata) und der Große Sonnenwolf (X. nemoralis) im Allgemeinen als häufig und nicht bedroht. In der Roten Liste gefährdeter Arten Tiere, Pflanzen und Pilze Deutschlands werden beide Arten als „ungefährdet“ gewertet und genießen in Deutschland dementsprechend keinen gesetzlichen Schutz.

## Lebensweise

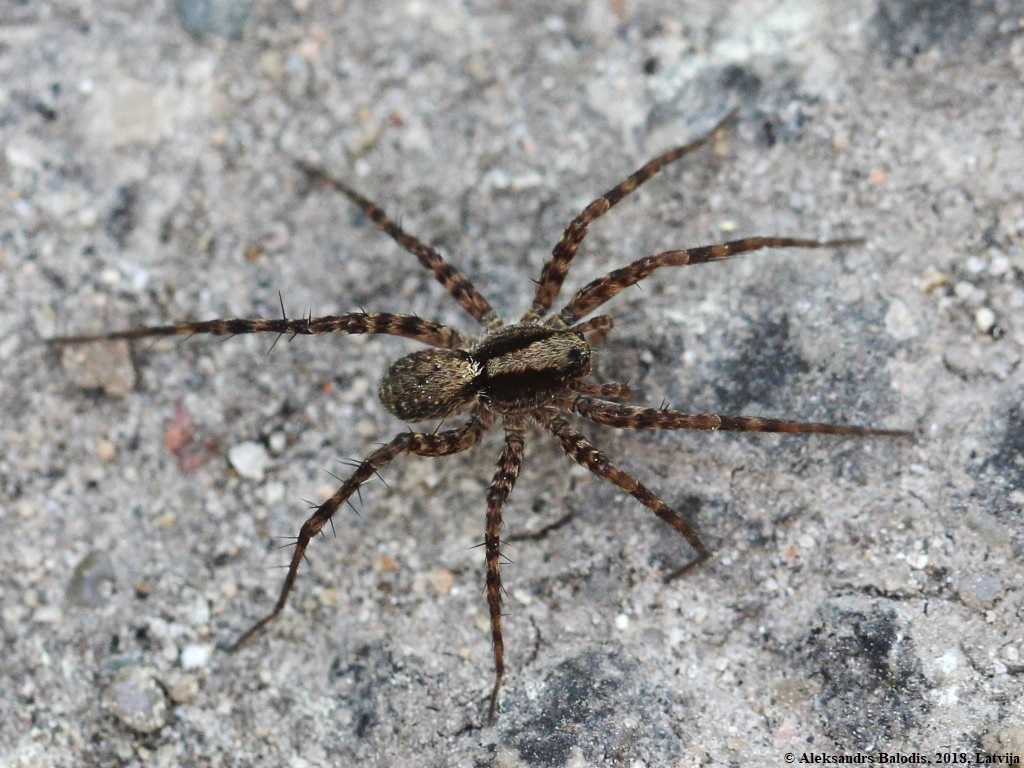
Am Tag umherstreifendes Männchen des Große Sonnenwolfs (X. nemoralis)

Die Sonnenwölfe zählen zu den tagaktiven Wolfspinnen und zu denjenigen Vertretern der Familie, die Unterschlüpfe in Form von Wohnröhren anlegen, in denen sich die Spinnen dann während ihrer Inaktivitätszeit bzw. nachts oder bei ungünstiger Witterung aufhalten. Die Wohnröhren werden neben einem Gespinst mit Kiefernnadeln, Bodenpartikeln und weiteren Materialien aus näherer Umgebung versehen.

### Jagdverhalten und Beutefang
Die wie nahezu alle Spinnen räuberisch lebenden Sonnenwölfe jagen wie die Mehrheit der Wolfspinnen ohne Fangnetz, sondern freilaufend als Lauerjäger. Potentielle Beutetiere werden wie für frei jagende Wolfspinnen üblich mit den gut entwickelten Augen auch schon aus größerer Entfernung wahrgenommen und direkt angesprungen, sobald sie in Reichweite gelangen. Ein mittels der Cheliceren verabreichter Giftbiss während es Anspringens setzt das Beutetier dann außer Gefecht.
In das Beuteschema der Sonnenwölfe fallen überwiegend kleinere Insekten.

### Lebenszyklus
Der Lebenszyklus der Sonnenwölfe gliedert sich wie bei anderen Spinnen in mehrere Etappen und ist zumindest bei den in den gemäßigten Klimazonen verbreiteten Arten von den Jahreszeiten abhängig.

#### Phänologie
Bei den in den gemäßigten Klimazonen verbreiteten Arten der Sonnenwölfe kommt es zu von den Jahreszeiten beeinflussten Aktivitätszeiten. Das Auftreten sowohl der Jungtiere als auch der ausgewachsenen Exemplare variiert je nach Art in einem bestimmten Jahr und kann bei den beiden Geschlechtern überdies verschieden ausfallen. Ausgewachsene Spinnen der Gattung sind bevorzugt in der warmen Jahreszeit aktiv.

#### Balz und Paarung
Das Fortpflanzungsverhalten der Sonnenwölfe ist mit dem anderer Wolfspinnen identisch. Auch die Männchen der Sonnenwölfe suchen die Wohnröhren von arteigenen Weibchen auf, die sie mithilfe der von den Weibchen produzierten Pheromonen (Botenstoffen) auffinden können. Wurde ein Weibchen gefunden, führt das Männchen den für Wolfspinnen typischen Balztanz auf.
Bei der eigentlichen Paarung, die erfolgt, sofern das Weibchen paarungswillig ist, führt das Männchen wie für Spinnen üblich seine Bulbi abwechselnd in die Epigyne seiner Partnerin ein. Dabei kann die Paarung je nach Art beliebig lange dauern.

#### Eiablage und Heranwachsen der Jungtiere

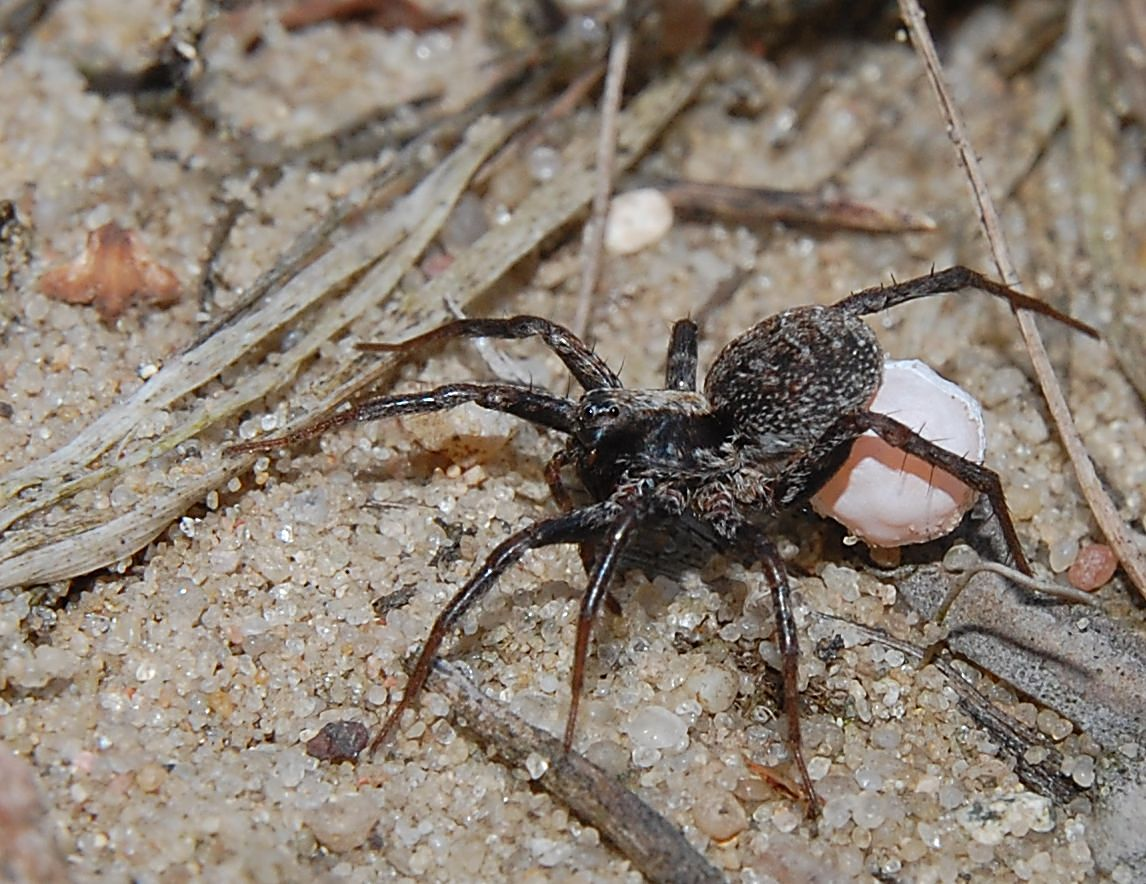
Weibchen des Kleinen Sonnenwolfs (X. miniata) mit Eikokon

Eine gewisse Zeit nach der Paarung fertigt das Weibchen einen Eikokon an, der von diesem nach Eigenart der Wolfspinnen an den Spinnwarzen angeheftet mit sich getragen wird. Dabei hält sich das Weibchen mit dem Eikokon in der Wohnröhre auf.
Nach dem erfolgreichen Schlupf klettern die Jungtiere auf das Opisthosoma ihrer Mutter und lassen sich von dieser für einige Zeit tragen, ehe sie sich von ihrer Mutter trennen und selbstständig heranwachsen. Dabei legen sie später wie die ausgewachsenen Spinnen Wohnröhren an, in denen auch die Häutungen stattfinden. Bei den in den gemäßigten Klimazonen verbreiteten Arten überwintern die Jungtiere in ihren Unterschlüpfen und erlangen ihre Geschlechtsreife im Folgejahr.

## Systematik
Die Gattung der Sonnenwölfe wurde 1908 von Friedrich Dahl erstbeschrieben, ihre Typusart ist der Große Sonnenwolf (X. nemoralis). Drei zuvor beschriebene Arten erfuhren dann eine Umstellung von den Gattungen, denen sie einst untergeordnet waren, in die der Sonnenwölfe. Jedoch wurden von den einst insgesamt 13 der Gattung zugeordneten Arten mittlerweile sieben von den Sonnenwölfen in andere Gattungen der Wolfspinnen transferiert und zwei synonymisiert, sodass zu den Sonnenwölfen heute nur noch vier Arten zählen. Diese sind:
- Kleiner Sonnenwolf (X. miniata) (C. L. Koch, 1834)
- Xerolycosa mongolica (Schenkel, 1963)
- Großer Sonnenwolf (X. nemoralis) (Westring, 1861)
- Xerolycosa sansibarina Roewer, 1960

Bei den zwei Arten, die synonymisiert sind und somit ihren Artstatus verloren haben, handelt es sich um folgende:
- Xerolycosa flavitibia (Saito, 1934) - 1986 von Yaginuma mit dem Großen Sonnenwolf synonymisiert.
- Xerolycosa undulata Chen, Song & Kim, 1998 - 2011 von Marusik, Kovblyuk & Koponen mit X. mongolica synonymisiert.